# Нижнебалтачево
Нижнебалтачево (баш. Түбәнге Балтас) — село в Татышлинском районе Республики Башкортостан Российской Федерации. Административный центр Нижнебалтачевского сельсовета.

## География

### Географическое положение
Расстояние до:
- районного центра (Верхние Татышлы): 23 км,
- ближайшей ж/д станции (Куеда): 51 км.

## Население
| 2002 | 2009 | 2010 |
| ---- | ---- | ---- |
| 775  | ↘718 | ↗739 |

Национальный состав
Согласно переписи 2002 года, преобладающая национальность — удмурты (89 %).